# 유여림 선생 묘 및 신도비
유여림 선생 묘 및 신도비는 경기도 고양시 덕양구 관산동에 있다. 1986년 6월 16일 고양시의 향토문화재 제15호로 지정되었다.

## 개요
조선조 중기의 문신인 유여림의 무덤+장명등. 문인석 등이 배치+조각수법이 우수한 신도비가 독특하다.